# Kiernów
Kiernów, Kierniów (lit. Kernavė) – miasteczko, nieduża miejscowość turystyczna na Wileńszczyźnie na Litwie nad Wilią. Znana z powodu odkryć archeologicznych i nazywana też Litewską Troją. Dawna stolica Wielkiego Księstwa Litewskiego. Położona obecnie w okręgu wileńskim, w rejonie szyrwinckim, siedziba starostwa, ok. 40 km od Wilna.

## Historia
Nazwę Kiernów wywodzi się z języka litewskiego. Według Balińskiego pochodzi od słów kieras – pień, kiernonjej – pień nowy. Według K. Tyszkiewicza powinno się tę nazwę tłumaczyć inaczej: kieras – krzew, kieras nowas – krzew nowy, ikiereje – rozgnieździł się lub wkorzenił.
Kiernów – siedziba wielkich książąt, uważany jest za najstarszą stolicę Litwy. Według legendy gród założył książę Kiernus w 1040 (wnuk Palemona). Tu znajdowało się też centrum religijne pogańskiej Litwy. Kiernów był stolicą do 1230, kiedy książę Ryngold przeniósł ją do Nowogródka. Pomimo tego gród nadal miał wielkie znaczenie, wynoszono tutaj na tron litewski wielkich książąt (w 1242 Mendoga, w 1295 jego syna Wojsiełka), tutaj odbywały się też główne narady państwa. Do czasów Giedymina był rezydencją książąt.
Gród bezskutecznie atakowali Krzyżacy w 1279 (w czasach Trojdena), później jeszcze w latach 1365 i 1390. W 1321 Giedymin przeniósł stolicę do Trok, a później do Wilna. W Kiernowie rezydował podobno arcykapłan pogańskiej Litwy Lizdejko. Za czasów Władysława Jagiełły Kiernów był jeszcze udzielnym księstwem we władaniu Aleksandra Wigunta, syna Olgierda. Po jego śmierci w 1392 został zaliczony do dóbr królewskich. Później utworzono tu starostwo.
Kościół w Kiernowie był jednym z siedmiu pierwszych na Litwie (ufundowanych w 1387 przez Władysława Jagiełłę na pamiątkę przyjęcia religii katolickiej).
Dzierżawcami Kiernowa byli potem Gasztołdowie, w 1522 r. Zygmunt I Stary oddał go za zasługi w dożywocie księciu Siemionowi Jamontowiczowi Podbereskiemu. Kolejni dzierżawcy Kiernowa: Ławryn Iwanowicz (1566), Hlebowicz (1584), Zenowicz, Skorulski, Brzozowski, starosta upitski Krzysztof Białozór, Karolina Białozór (1712), Michał Ważyński (1775), po śmierci Ważyńskiego carskim ukazem przejął Rosjanin Popow, po nim Bielińscy, wreszcie był Kiernów własnością rządową.

## Zabytki

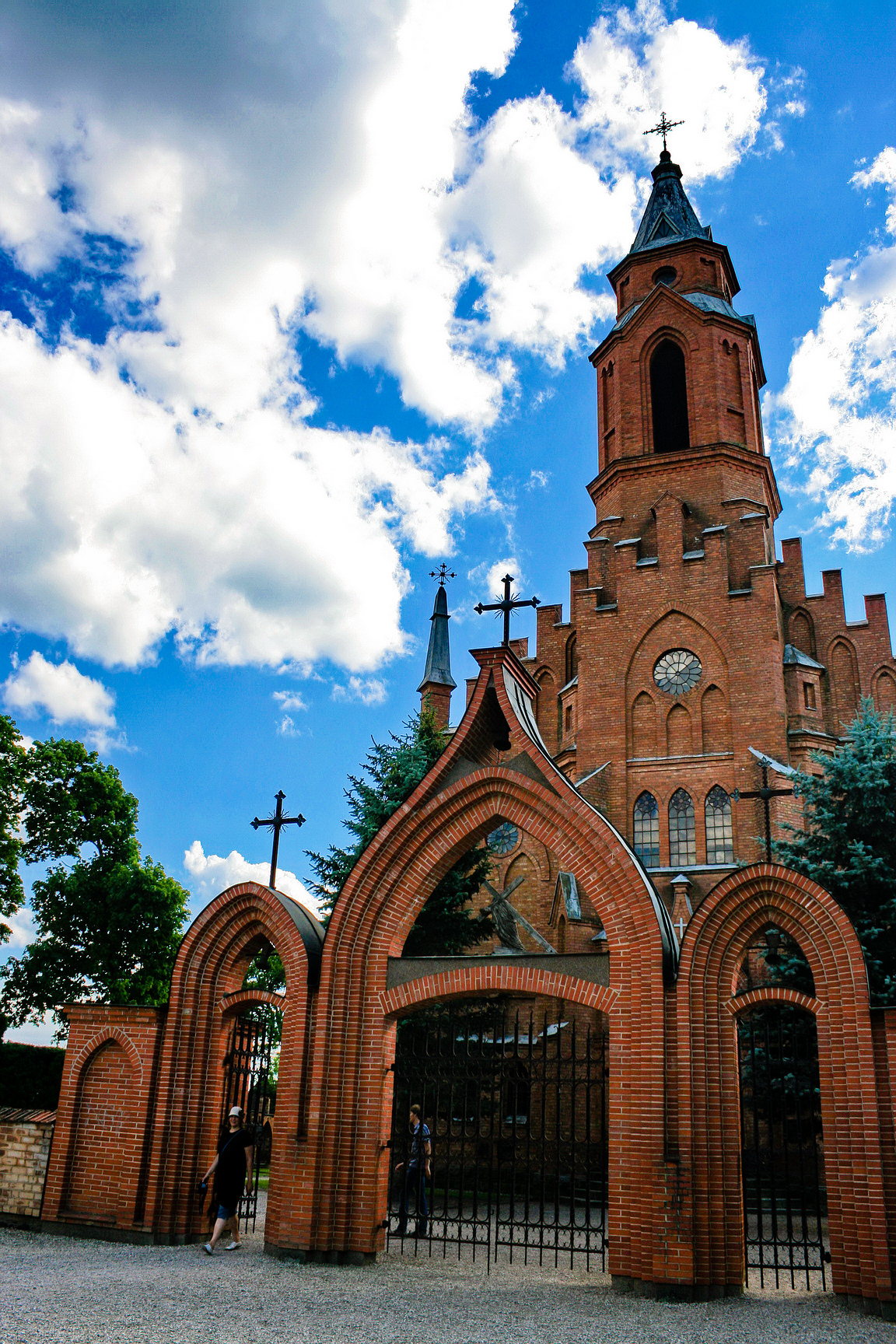
Kościół w Kiernowie z 1920

- Zespół kościelny – na cmentarzu przykościelnym najstarsze groby są z XV–XVII w. Zachowały się fundamenty starszego drewnianego kościoła pw. św. Mikołaja postawionego przez ks. Rogalskiego w 1739. Obecny neogotycki kościół jest z lat 1914–1924, zawierający wyposażenie z wcześniejszego kościoła. W pobliżu kościoła drewniana ośmioboczna kaplica, późno klasycystyczna kaplica grobowa Romerów fundacji Stanisława Romera z 1856 r. Niedaleko stoją drewniane budynki starej plebanii i przytułku z przełomu XIX i XX w. oraz nowa plebania w której jest muzeum historii miejscowego kościoła.

- Rezerwat historyczno-archeologiczny (zwany Litewską Troją):
  - 1. Grodzisko – Góra Zamkowa – siedziba Wielkich Książąt Litewskich.
  - 2. Grodzisko – Tron Mendoga – obronne podgrodzie.
  - 3. Grodzisko – Góra ofiarna – świątynia pogańska
  - 4. Grodzisko – Góra Lizdejki – po przeciwnej stronie rzeki, siedziba kapłana Lizdejki.
  - 5. Grodzisko – na terenie wsi Krywejkiszki – strażnica zwiadowcza grodu Kiernów.

W 2004 r. stanowisko archeologiczne w Kiernowie zostało wpisane na listę światowego dziedzictwa UNESCO.

## Galeria

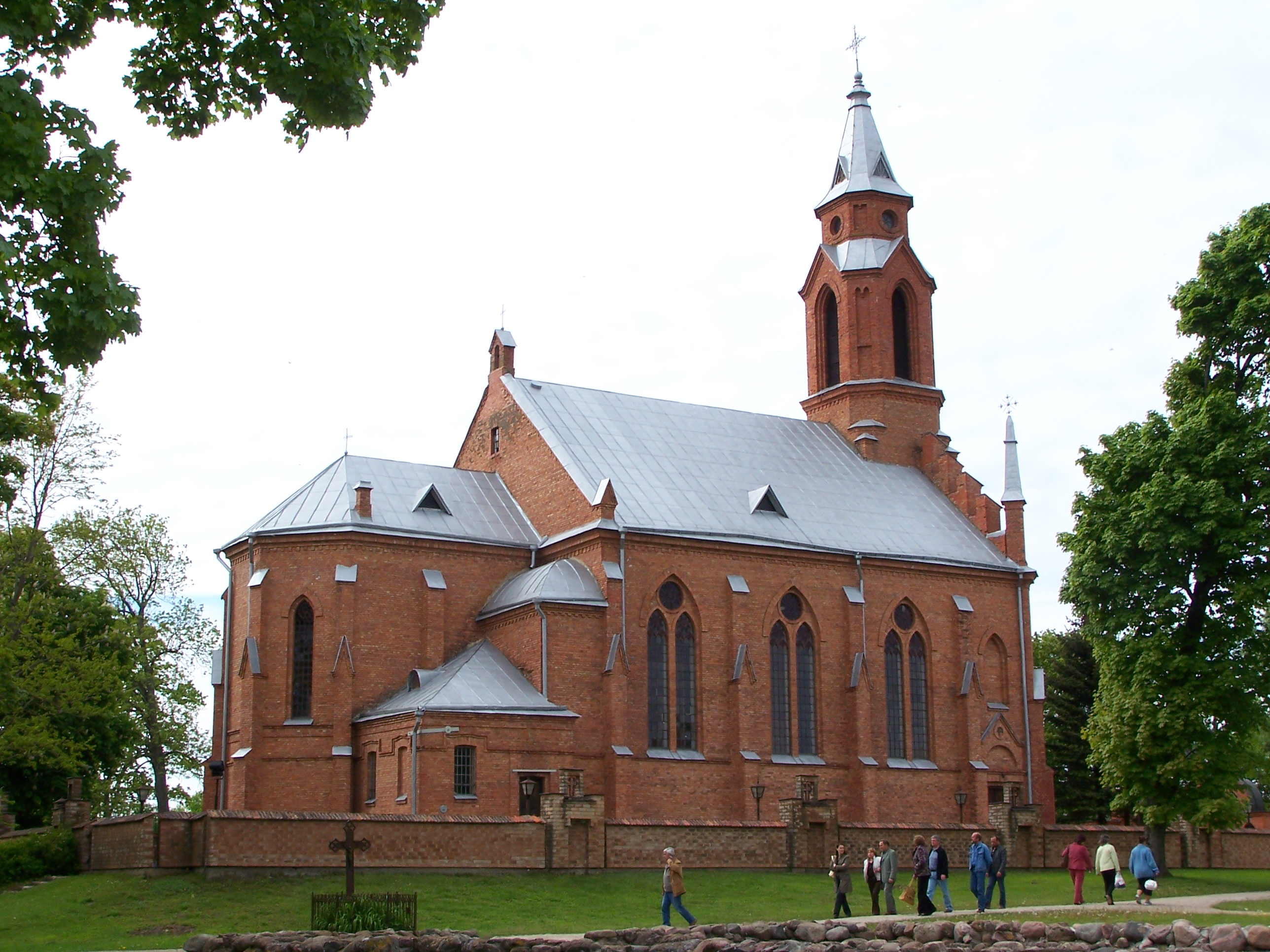
Widok na kościół
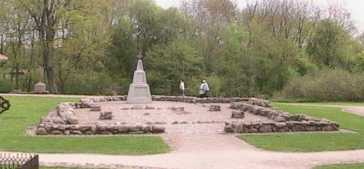
Zarys fundamentów starego kościoła
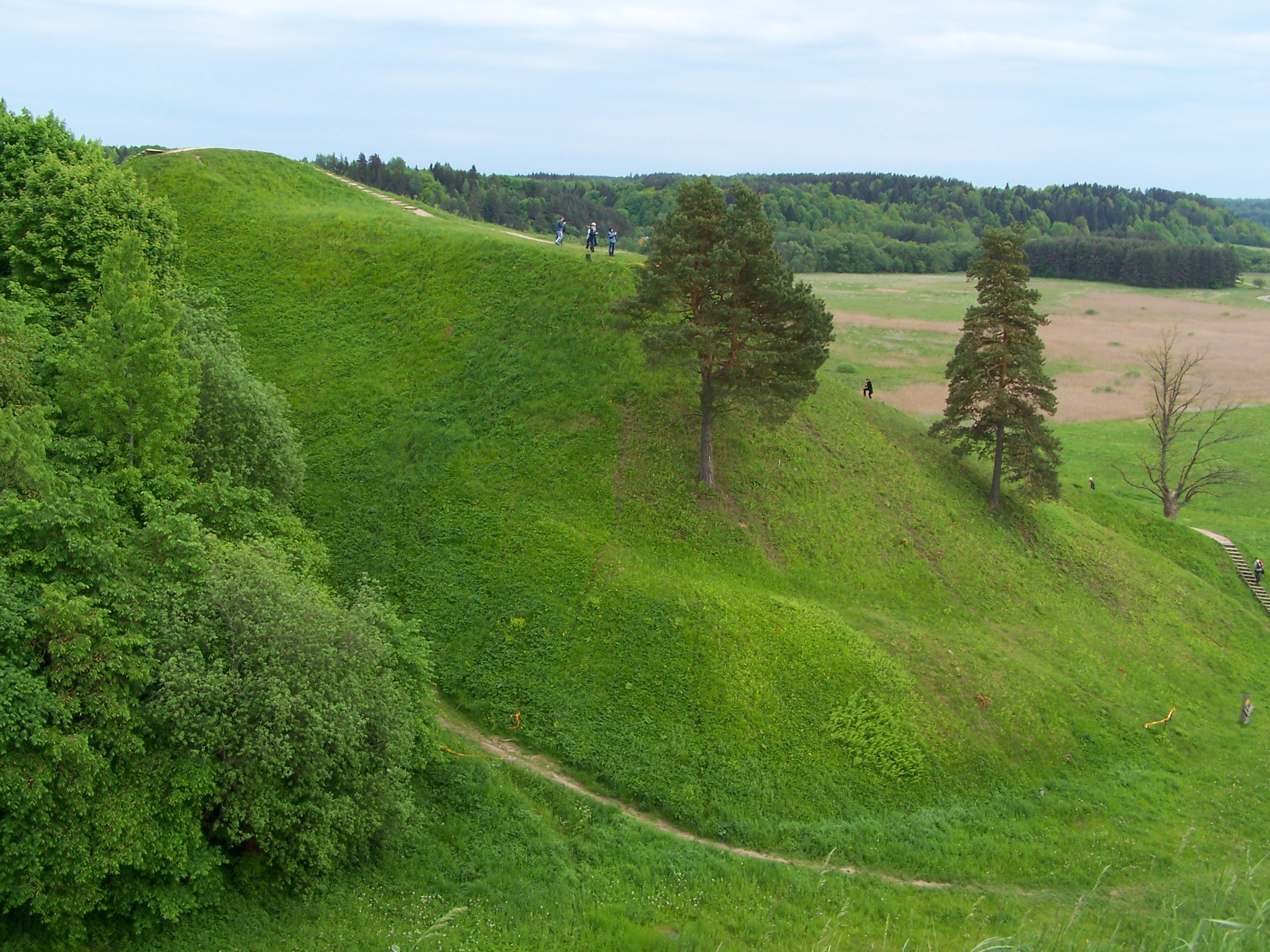
Grodziska
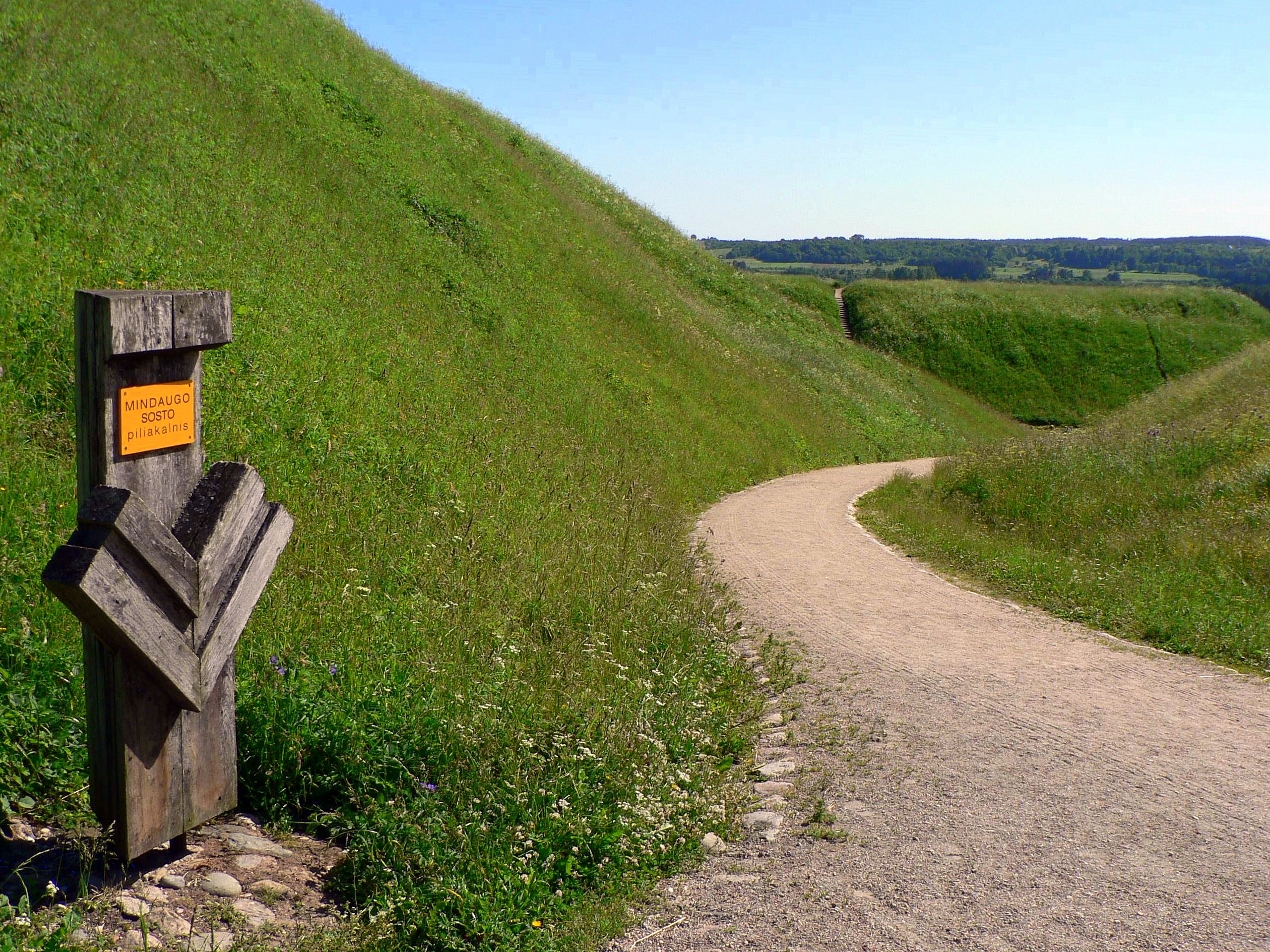
Wały grodziska
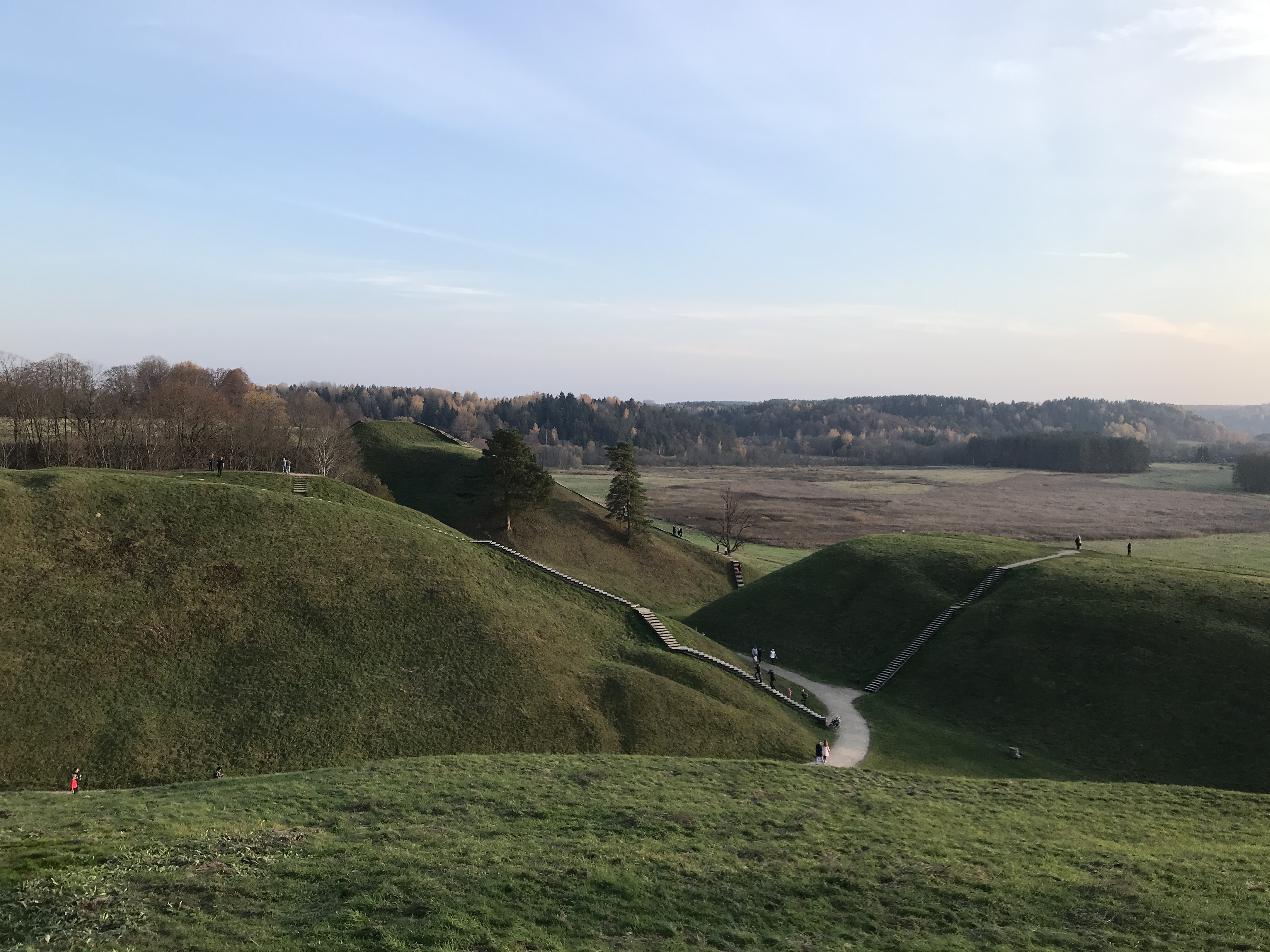
Widok ogólny na Kiernów